# لو يسألوني (ألبوم)
لو يسألوني هو ألبوم غنائي للمطربة اللبنانية ديانا حداد من إنتاج شركة عالم الفن، تم طرح الألبوم في الأسواق عام 2002.

## الاغاني
الألبوم مكون من 10 أغاني.
- لو يسـألـوني
- كـمـاكـم
- تـقـول مـا أحـبـك
- لـيـتـنـي مـا عـرفتك
- بـعـد عـيـونك
- شـيـصير بالدنيا
- تـسـوى هالـعـالم
- حـسـبـتـه
- يـا قـلـبـي ارتـاح
- أشـواق